# تشارلز فريمان لي
تشارلز فريمان لي (بالإنجليزية: Charles Freeman Lee)‏ هو عازف بيانو أمريكي، ولد في 13 أغسطس 1927 في نيويورك في الولايات المتحدة، وتوفي في 7 مايو 2007 في ريتشموند في الولايات المتحدة.

## وصلات خارجية
- تشارلز فريمان لي على موقع ميوزك برينز (الإنجليزية)